# Bernardo Llaver
Bernardo Llaver (San Martín, Provincia de Mendoza; 4 de diciembre de 1987) es un piloto de automovilismo argentino. En 2023 compite en TCR South America y TC2000.

## Biografía
Iniciado en el ambiente del kart, debutó profesionalmente en 2004 al competir en la categoría Fórmula Renault Interprovincial (luego Fórmula Renault Plus), al comando de un chasis Crespi. Tras su paso por esta categoría, inició su trayectoria a nivel nacional, compitiendo en 2005 en la Fórmula Renault Argentina, donde se desempeñó hasta el año 2007. En 2008 tuvo su debut en categorías de automóviles de turismo, al debutar en el Turismo Competición 2000, categoría en la que se estrenara al comando de un Honda Civic VII con el que corriera hasta el año 2009. En 2010, fue convocado por el equipo oficial Toyota Team Argentina, siendo piloto de este equipo hasta el año 2014, habiendo sido también partícipe de la presentación de esta escudería en la nueva divisional Súper TC 2000 y llegando a obtener importantes triunfos junto a este equipo, en las dos divisionales. En 2015, tras no haber renovado su contrato con Toyota, anunció su llegada a la divisional TC Pista de la Asociación Corredores de Turismo Carretera, para competir al comando de un Ford Falcon del equipo de Juan Pablo Gianini. En 2016 retornó al Súper TC 2000, donde fue convocado por el equipo oficial Fiat, convirtiéndose a su vez en el mejor exponente de esta marca, cerrando el torneo en la 8.ª posición y con dos victorias en su haber. Para la temporada 2017 anunció su pase a la escudería Chevrolet YPF dentro del Super TC 2000, recibiendo al mismo tiempo la convocatoria de la escudería Lincoln Sport Group, que lo contrató para debutar en el Top Race V6.

## Resumen de carrera
| Temporada | Categoría                                         | Equipo                                    | Carreras     | Victorias    | Poles        | VR           | Podios       | Puntos       | Pos.         |
| --------- | ------------------------------------------------- | ----------------------------------------- | ------------ | ------------ | ------------ | ------------ | ------------ | ------------ | ------------ |
| 2003      | Fórmula Renault Interprovincial                   | s/d                                       | s/d          | s/d          | s/d          | s/d          | s/d          | s/d          | s/d          |
| 2004      | Fórmula Renault Interprovincial                   | s/d                                       | s/d          | s/d          | s/d          | s/d          | s/d          | s/d          | s/d          |
| 2005      | Fórmula Renault Argentina                         | s/d                                       | 14           | 0            | 0            | 0            | 0            | 17           | 33.º         |
| 2006      | Fórmula Renault Argentina                         | s/d                                       | 14           | 0            | 1            | 0            | 1            | 47           | 12.º         |
| 2007      | Fórmula Renault Argentina                         | GF Racing                                 | 13           | 1            | 0            | 0            | 3            | 56           | 7.º          |
| 2008      | Turismo Competición 2000                          | Bainotti Dowen Pagio                      | 12           | 0            | 0            | 0            | 0            | 2            | 21.º         |
| 2009      | Turismo Competición 2000                          | Escudería Río de la Plata Fineschi Racing | 13           | 0            | 0            | 0            | 0            | 2            | 30.º         |
| 2009      | Turismo Competición 2000 Copa Endurance Series    | Escudería Río de la Plata                 | 3            | 0            | 0            | 0            | 0            | 1            | 25.º         |
| 2009      | Turismo Competición 2000 Copa de Pilotos Privados | Escudería Río de la Plata Fineschi Racing | 13           | 0            |              |              | 0            | 2            | 19.º         |
| 2010      | Turismo Competición 2000                          | Toyota Team Argentina                     | 12           | 1            | 0            | 1            | 1            | 39           | 14.º         |
| 2010      | Turismo Competición 2000 Copa Endurance Series    | Toyota Team Argentina                     | 3            | 1            | 0            | 0            | 1            | 32           | 4.º          |
| 2011      | Turismo Competición 2000                          | Toyota Team Argentina                     | 13           | 0            | 0            | 0            | 0            | 61,5         | 18.º         |
| 2012      | Súper TC 2000                                     | Toyota Team Argentina                     | 12           | 0            | 0            | 0            | 0            | 51           | 18.º         |
| 2013      | Súper TC 2000                                     | Toyota Team Argentina                     | 12           | 0            | 0            | 0            | 1            | 93           | 8.º          |
| 2014      | Súper TC 2000                                     | Toyota Team Argentina                     | 13           | 0            | 0            | 0            | 0            | 81           | 12.º         |
| 2015      | Súper TC 2000                                     | Toyota Team Argentina                     | 1            | 0            | 0            | 0            | 0            | -            | -            |
| 2015      | TC Pista                                          | Di Meglio Motorsport                      | 10           | 0            | 0            | 0            | 0            | 137,5        | 34.º         |
| 2016      | Súper TC 2000                                     | Fiat Petronas                             | 13           | 2            | 0            | 1            | 3            | 110,5        | 8.º          |
| 2016      | TC 2000                                           | PSG-16 Team                               | 1            | 0            | 0            | 0            | 1            | -            | -            |
| 2017      | Súper TC 2000                                     | YPF Chevrolet                             | 14           | 0            | 0            | 1            | 4            | 130,5        | 9.º          |
| 2017      | TC 2000                                           | Pro Racing                                | 2            | 0            | 0            | 0            | 1            | -            | -            |
| 2017      | Top Race V6                                       | Lincoln Sport Group                       | 5            | 0            | 0            | 0            | 0            | -            | NC           |
| 2018      | Súper TC 2000                                     | Chevrolet YPF                             | 14           | 1            | 1            | 1            | 2            | 135          | 6.º          |
| 2018      | TC 2000                                           | Litoral Group                             | 1            | 0            | 0            | 0            | 0            | -            | -            |
| 2019      | Súper TC 2000                                     | Chevrolet YPF                             | 13           | 0            | 0            | 1            | 2            | 44           | 9.º          |
| 2019      | TC 2000                                           | Toyota Young                              | 1            | 0            | 0            | 0            | 0            | -            | -            |
| 2019      | Top Race V6                                       | Azar Motorsport                           | 4            | 0            | 0            | 0            | 0            | 2            | 18.º         |
| 2020      | Súper TC 2000                                     | Chevrolet YPF                             | 19           | 3            | 0            | 3            | 4            | 67           | 6.º          |
| 2021      | Súper TC 2000                                     | Chevrolet YPF                             | 19           | 3            | 0            | 3            | 4            | 67           | 6.º          |
| 2022      | TC2000                                            | Chevrolet YPF                             | 19           | 2            | 1            | 4            | 7            | 226          | 4.º          |
| 2022      | TCR South America                                 | W2 ProGP                                  | 3            | 0            | 0            | 0            | 2            | 83           | 15.º         |
| 2022      | Turismo Nacional - Clase 3                        | DTA Racing                                | 1            | 0            | 0            | 0            | 0            | -            | -            |
| 2022      | Top Race V6                                       | Lincoln Motorsport                        | 2            | 0            | 0            | 0            | 0            | 6            | 24.º         |
| 2023      | TC2000                                            | YPF Honda RV Racing                       | 21           | 2            | 1            | 0            | 8            | 192          | 7.º          |
| 2023      | TCR South America                                 | Toyota Team Argentina                     | 18           | 2            | 0            | 0            | 7            | 452          | 2.º          |
| 2024      | TC2000                                            | YPF Honda RV Racing                       | Disputándose | Disputándose | Disputándose | Disputándose | Disputándose | Disputándose | Disputándose |
| Fuente:   |                                                   |                                           |              |              |              |              |              |              |              |

## Palmarés

### Karting
| Título  | Especialidad                       | Categoría   | Año  |
| ------- | ---------------------------------- | ----------- | ---- |
| Campeón | Campeonato Cuyano de Karting Stihl | Stihl 50cc. | 1997 |

## Resultados

### Turismo Competición 2000
| Año  | Equipo                    | Auto             | 1   | 2   | 3   | 4   | 5   | 6   | 7   | 8   | 9   | 10  | 11  | 12  | 13  | 14  | Res. | Puntos |
| ---- | ------------------------- | ---------------- | --- | --- | --- | --- | --- | --- | --- | --- | --- | --- | --- | --- | --- | --- | ---- | ------ |
| 2008 |                           |                  | PAR | SAL | GR  | SFE | SJU | RES | AG  | BA  | OBE | TRH | VIE | SMM | PDF | PDE | 21°  | 2      |
| 2008 | Bainotti Dowen Pagio      | Honda Civic VII  |     | 16  | 15  | Ret | Ret | 9   | 11  | 18  | Ret | NL  | 16  |     |     | 13  | 21°  | 2      |
| 2008 | Bainotti Dowen Pagio      | Honda Civic VIII |     |     |     |     |     |     |     |     |     |     |     | 13  | Ret |     | 21°  | 2      |
| 2009 |                           |                  | AG  | GR  | OBE | SMM | TRH | RES | BA  | CEN | SFE | SFE | SJU | SJU | PDF |     | 30°  | 2      |
| 2009 | Escudería Río de la Plata | Honda Civic VIII | Ret | Ret | Ret | Ret | Ret | Ret | 21  | Ret | 18  | Ret |     |     |     |     | 30°  | 2      |
| 2009 | Escudería Río de la Plata | Honda Civic VII  |     |     |     |     |     |     |     |     |     |     |     |     | 12† |     | 30°  | 2      |
| 2009 | Fineschi Racing           | Honda Civic VII  |     |     |     |     |     |     |     |     |     |     | 20  | 23  |     |     | 30°  | 2      |
| 2010 |                           |                  | PDE | SMM | GR  | AG  | RES | TRH | LR  | SFE | SFE | CEN | OBE | BA  | PDF |     | 14°  | 39     |
| 2010 | Toyota Team Argentina     | Toyota Corolla X | 14  | 13  | 10  | Ret | 18  | 11  | 18  | 17  | 11  | 12  | 19† | 1   | NL  |     | 14°  | 39     |
| 2011 |                           |                  | GR  | SFE | SFE | SMM | SJU | RES | AG  | TRH | LPL | TRE | JUN | PDF | PAR |     | 18°  | 61,5   |
| 2011 | Toyota Team Argentina     | Toyota Corolla X | Ret | 10  | 6   | 13  | 11  | 7   | Ret | 10  | 14  | 18  | 12  | 16  | 14  |     | 18°  | 61,5   |

#### Copa de Pilotos Privados
| Año  | Equipo                    | Auto             | 1   | 2   | 3   | 4   | 5   | 6   | 7  | 8   | 9   | 10  | 11  | 12  | 13  | Res. | Puntos |
| ---- | ------------------------- | ---------------- | --- | --- | --- | --- | --- | --- | -- | --- | --- | --- | --- | --- | --- | ---- | ------ |
| 2009 |                           |                  | AG  | GR  | OBE | SMM | TRH | RES | BA | CEN | SFE | SFE | SJU | SJU | PDF | 19°  | 2      |
| 2009 | Escudería Río de la Plata | Honda Civic VIII | Ret | Ret | Ret | Ret | Ret | Ret | 12 | Ret | 10  | Ret |     |     |     | 19°  | 2      |
| 2009 | Escudería Río de la Plata | Honda Civic VII  |     |     |     |     |     |     |    |     |     |     |     |     | 5†  | 19°  | 2      |
| 2009 | Fineschi Racing           | Honda Civic VII  |     |     |     |     |     |     |    |     |     |     | 9   | 9   |     | 19°  | 2      |

#### Copa Endurance Series
| Año  | Equipo                    | Auto             | 1   | 2   | 3   | Res. | Puntos |
| ---- | ------------------------- | ---------------- | --- | --- | --- | ---- | ------ |
| 2009 |                           |                  | TRH | BA  | PDF | 25°  | 1      |
| 2009 | Escudería Río de la Plata | Honda Civic VIII | Ret | 21  |     | 25°  | 1      |
| 2009 | Escudería Río de la Plata | Honda Civic VII  |     |     | 10† | 25°  | 1      |
| 2010 |                           |                  | TRH | CEN | BA  | 4°   | 32     |
| 2010 | Toyota Team Argentina     | Toyota Corolla X | 11  | 12  | 1   | 4°   | 32     |

### Súper TC 2000
| Año  | Equipo                | Auto               | 1    | 2    | 3     | 4     | 5    | 6    | 7     | 8     | 9      | 10     | 11    | 12    | 13    | 14    | 15    | 16  | 17   | 18   | 19    | 20    | 21    | 22   | Res. | Puntos    |
| ---- | --------------------- | ------------------ | ---- | ---- | ----- | ----- | ---- | ---- | ----- | ----- | ------ | ------ | ----- | ----- | ----- | ----- | ----- | --- | ---- | ---- | ----- | ----- | ----- | ---- | ---- | --------- |
| 2012 |                       |                    | AG   | BA   | ROS   | SJU   | GR   | OBE  | RAF   | SMM   | RC     | SFE    | SFE   | SAL   | PDF   |       |       |     |      |      |       |       |       |      | 18°  | 51        |
| 2012 | Toyota Team Argentina | Toyota Corolla X   | Ex.  | Ret  | 11    | 10    | 10   | 11   | 10    | 9     | 17     | 11     | Ex.   | 16    | NL    |       |       |     |      |      |       |       |       |      | 18°  | 51        |
| 2013 |                       |                    | BA   | ROS  | SJU   | TOA   | AG   | TRH  | JUN   | SFE   | GR     | LP     | SMM   | PDF   |       |       |       |     |      |      |       |       |       |      | 8°   | 93        |
| 2013 | Toyota Team Argentina | Toyota Corolla X   | 8    | 5    | 3     | 4     | 12   | 16   | 6     | Ret   | 12     | 5      | 10    | 15    |       |       |       |     |      |      |       |       |       |      | 8°   | 93        |
| 2014 |                       |                    | RAF  | VIE  | AG    | ROS   | TOA  | BA   | RES   | SFE   | SFE    | SJU    | TRH   | COD   | PDF   |       |       |     |      |      |       |       |       |      | 12°  | 81        |
| 2014 | Toyota Team Argentina | Toyota Corolla X   | Ret  | 17   | 7     | 12    | 15   |      |       |       |        |        |       |       |       |       |       |     |      |      |       |       |       |      | 12°  | 81        |
| 2014 | Toyota Team Argentina | Toyota Corolla XI  |      |      |       |       |      | 10   | 12    | Ret   | 15†    | 8      | 4     | 6     | Ex.   |       |       |     |      |      |       |       |       |      | 12°  | 81        |
| 2015 |                       |                    | JUN  | ROS  | OBE   | TRH   | RAF  | SL I | SFE   | SFE   | TOA    | GR     | SMM   | AG    | SL II |       |       |     |      |      |       |       |       |      | -    | -         |
| 2015 | Toyota Team Argentina | Toyota Corolla XI  |      |      |       |       |      |      |       |       | 6      |        |       |       |       |       |       |     |      |      |       |       |       |      | -    | -         |
| 2016 |                       |                    | TRE  | ROS  | SMM   | AG I  | TRH  | OBE  | BA    | SFE   | SFE    | TOA    | SJU   | GR    | GR    | AG II |       |     |      |      |       |       |       |      | 8°   | 110,5     |
| 2016 | Fiat Petronas         | Fiat Linea         | 11   | 8    | 10    | 21†   | 14   | 1    | 19†   | NL    | 14     | 1      | Ret   | 8     | 3     | 13    |       |     |      |      |       |       |       |      | 8°   | 110,5     |
| 2017 |                       |                    | BA I | PDF  | SMM   | ROS   | ROS  | TRH  | RAF   | OBE   | SFE    | SFE    | BA II | SJU   | GR    | AG    |       |     |      |      |       |       |       |      | 9°   | 130,5     |
| 2017 | YPF Chevrolet         | Chevrolet Cruze II | Ret  | 8    | 7     | 6     | 18   | 2    | 15    | 2     | 21†    | 3      | 3     | 9     | Ret   | 14    |       |     |      |      |       |       |       |      | 9°   | 130,5     |
| 2018 |                       |                    | BA I | ROS  | ROS   | SMM   | PDF  | RAF  | SJU   | OBE   | SFE    | SFE    | TRH   | SNI   | BA II | AG    |       |     |      |      |       |       |       |      | 6°   | 135       |
| 2018 | Chevrolet YPF         | Chevrolet Cruze II | 4    | Ret  | 12    | 6     | 1    | 10   | 4     | 6     | 4      | 12     | Ret   | 3     | 4     | Ret   |       |     |      |      |       |       |       |      | 6°   | 135       |
| 2019 |                       |                    | AG   | GR   | VIL   | ROS   | PAR  | SAL  | SNI   | SJU   | SMM    | SMM    | BA    | RC    | CEN   |       |       |     |      |      |       |       |       |      | 9°   | 44        |
| 2019 | Chevrolet YPF         | Chevrolet Cruze II | 15   | Ret  | 11†   | 8     | 10   | Ret  | 9     | Ex.   | 2      | 2      | 7     | 11    | 16    |       |       |     |      |      |       |       |       |      | 9°   | 44        |
| 2020 |                       |                    | BA I | BA I | BA II | BA II | AG I | AG I | AG II | AG II | BA III | BA III | BA IV | BA IV | RC    | RC    | PAR   | PAR | BA V | BA V | BA VI |       |       |      | 6.º  | 67        |
| 2020 | Chevrolet YPF         | Chevrolet Cruze II | 7    | 6    | Ret   | Ret   | 1    | 1    | 9     | 15    | 6      | Ex.    | 12    | Ret   | Ret   | 13    | 5     | Ret | 1    | 3    | 7     |       |       |      | 6.º  | 67        |
| 2021 |                       |                    | BA I | BA I | BA II | BA II | AG   | AG   | SNI   | SNI   | BA III | BA III | PAR   | PAR   | TOA   | TOA   | BA IV | VIL | VIL  | ROS  | ROS   | AG II | AG II | BA V | 6.º  | 115 (120) |
| 2021 | Chevrolet YPF         | Chevrolet Cruze II | 15   | 10   | 2     | 5     | 9    | 3    | 4     | 4     | 10     | 7      | 7     | 6     | 9     | 6     | 5     | 4   | 4    | 5    | 8     | 5     | 1     | 8    | 6.º  | 115 (120) |

### TC 2000
| Año  | Equipo        | Auto               | 1    | 2    | 3     | 4     | 5    | 6    | 7     | 8     | 9     | 10    | 11    | 12   | 13    | 14     | 15     | 16     | 17    | 18    | 19  | 20     | 21    | 22     | 23     | Res. | Puntos |
| ---- | ------------- | ------------------ | ---- | ---- | ----- | ----- | ---- | ---- | ----- | ----- | ----- | ----- | ----- | ---- | ----- | ------ | ------ | ------ | ----- | ----- | --- | ------ | ----- | ------ | ------ | ---- | ------ |
| 2016 |               |                    | SMM  | SMM  | CON I | CON I | BA I | BA I | SJO   | SJO   | LP    | LP    | CDU   | CDU  | BA II | BA II  | CON II | CON II | RAF   | RAF   | AG  | RC     | RC    | PAR    | PAR    | -    | -      |
| 2016 | PSG-16 Team   | Fiat Linea         |      |      |       |       |      |      |       |       |       |       |       |      |       |        |        |        |       |       | 2   |        |       |        |        | -    | -      |
| 2017 |               |                    | AG I | AG I | BA I  | BA I  | CDU  | CDU  | PAR I | PAR I | RC    | RC    | BA II | SL   | SL    | PAR II | PAR II | AG II  | SMM   | CON   | CON | BA III |       |        |        | -    | -      |
| 2017 | Pro Racing    | Chevrolet Cruze II |      |      |       |       |      |      |       |       |       |       | 3     |      |       |        |        | 12     |       |       |     |        |       |        |        | -    | -      |
| 2018 |               |                    | AG I | AG I | CDU   | CDU   | CON  | CON  | RC    | RC    | BA    | LP    | LP    | SL I | SL I  | AG II  | SMM    | SMM    | SL II | SL II | ROS | ROS    | PAR   | PAR    |        | -    | -      |
| 2018 | Litoral Group | Fiat Linea         |      |      |       |       |      |      |       |       |       |       |       |      |       | NL     |        |        |       |       |     |        |       |        |        | -    | -      |
| 2019 |               |                    | AG   | AG   | OLA   | OLA   | RC I | RC I | CDU   | CDU   | PAR I | PAR I | SNI   | SNI  | ROS   | ROS    | BA I   | RC II  | RC II | OBE   | OBE | BA II  | BA II | PAR II | PAR II | -    | -      |
| 2019 | Toyota Young  | Toyota Corolla XI  |      |      |       |       |      |      |       |       |       |       |       |      |       |        | 5      |        |       |       |     |        |       |        |        | -    | -      |

### TCR South America
| Año  | Equipo                | Auto                       | 1   | 2   | 3   | 4   | 5   | 6   | 7   | 8   | 9   | 10  | 11  | 12  | 13  | 14  | 15  | 16  | 17  | 18  | Pos. | Pts. |
| ---- | --------------------- | -------------------------- | --- | --- | --- | --- | --- | --- | --- | --- | --- | --- | --- | --- | --- | --- | --- | --- | --- | --- | ---- | ---- |
| 2022 |                       |                            | VEL | VEL | INT | GOI | GOI | RIV | RIV | EPI | EPI | TRH | BA  | BA  | VIL | VIL |     |     |     |     | 15.º | 83   |
| 2022 | W2 Pro GP             | Cupra León Competición TCR |     |     |     |     |     |     |     |     |     | 14† |     |     | 3   | 2   |     |     |     |     | 15.º | 83   |
| 2023 |                       |                            | AG  | AG  | ROS | ROS | TRH | INT | RIV | RIV | EPI | EPI | LAP | LAP | VLP | VLP | VEL | VEL | CAS | CAS | 2°   | 452  |
| 2023 | Toyota Team Argentina | Toyota Corolla GRS TCR     | 4   | 5   | 3   | 4   | 3   | Ret | 4   | 2   | 5   | 7   | 3   | 1   | 1   | 5   | 7   | 4   | 3   | 4   | 2°   | 452  |

### TCR World Tour
(Clave) (negrita indica pole position) (cursiva indica vuelta rápida)

| Año  | Equipo                | Auto                   | 1   | 2   | 3   | 4   | 5   | 6   | 7   | 8   | 9   | 10  | 11  | 12  | 13  | 14  | 15  | 16  | 17  | 18  | 19  | 20  | Pos. | Pts. |
| ---- | --------------------- | ---------------------- | --- | --- | --- | --- | --- | --- | --- | --- | --- | --- | --- | --- | --- | --- | --- | --- | --- | --- | --- | --- | ---- | ---- |
| 2023 |                       |                        | POR | POR | SPA | SPA | VAL | VAL | HUN | HUN | EPI | EPI | LAP | LAP | SID | SID | SID | BAT | BAT | BAT | MAC | MAC | 20°  | 28   |
| 2023 | Toyota Team Argentina | Toyota Corolla GRS TCR |     |     |     |     |     |     |     |     | 14  | 16  | 8   | 7   |     |     |     |     |     |     |     |     | 20°  | 28   |